# NACK5 NEWS
NACK5 NEWS（ナックファイブ・ニュース）は、NACK5で放送されているニュース番組。

## 概要
多くが正時頃から放送され、平日のワイド番組に内包した形で放送されている。開始時に「ナックファイブ・ニュ・ウ・ス」の歌の後、オーケストラによる映画音楽風のBGMと共に内容の読み上げがされる。
最新のニュースからスポーツの結果や交通天気予報などを伝えて放送している。
ニュース提供は読売新聞（「読売新聞の協力でお送りします（しました）」とクレジットが入る）。

## 放送日時
2010年9月より月曜 - 木曜の9:01 / 11:00が廃止された。同時に「NACK5 MORNING LINE」（月曜 - 木曜）、「NACK5 EVENING LINE」、「NACK5 SPORT EXPRESS」も廃止された。かつては平日 4:00 / 5:00 / 5:30にも放送されていた（その後、2011年4月改編で「STROBE NIGHT!」の深夜 - 早朝生ワイド復活により5:00は復活していたが、2012年4月改編で「STROBE NIGHT!」の一部曜日パーソナリティ交代&金曜の一時中断に伴い、再び消滅した（しかし、天気予報のみコーナー継続）。ただし、月曜の早朝はニュース枠なし）。
2013年4月改編で月曜早朝の「WEEKLY NACK5」の番組終了、火曜 - 金曜の「STROBE NIGHT!」の5時台を刷新させて「NACK5時ラジ」内にニュース・天気予報を設けた。なお、土曜・日曜も嘗ては早朝ワイド番組内で設けられていたもののフロート番組が増えたことなどにより放送回数が減っている。
2016年10月改編で土曜早朝のワイド番組を復活させたり、平日朝ワイド番組も開局以来の大刷新、土曜8:00 - 15:00に7時間の長時間ワイドを立ち上げてニュース枠を増やせるように改編を行っていた。
2020年4月改編で土曜早朝の「大野勢太郎の楽園ラジオ〜パワー全開!!〜」の番組終了、それと同時に土曜日の朝から夕方にかけてワイド番組の時間配分を変更した（ニュースの放送時間は従来通り変更なし）。
スポーツ中継の場合、休止または時間変更することがある。（2021年9月現在）
※はニュースのみ

### 平日
- 5:05
- 6:05※
- 7:00※
- 8:00※
- 9:01（金曜）
- 10:00（金曜、「NACK5 MORNING LINE」として放送）
- 11:00（金曜）
- 12:00
- 13:00（金曜）
- 13:05（月曜 - 木曜）
- 14:00
- 15:00
- 16:00（「NACK5 AFTERNOON LINE」として放送。月曜 - 木曜はGOGOMONZパーソナリティと担当ニュースアナウンサーが共に進行、金曜はニュースアナウンサーのみで進行）
- 17:03※（月曜 - 木曜)
- 17:55（金曜）
- 18:05（月曜 - 木曜）
- 19:03（月曜 - 木曜）

### 土曜
- 8:08
- 10:00
- 14:00
- 16:00
- 17:55

※土曜日午後のニュースは基本的に長島瑞穂アナウンサーが担当する。

### 日曜
- 10:55
- 14:47（※プロ野球シーズン編成（4月 - 9月）でカメレオンパーティーが12:55から放送の場合のみ。プロ野球オフシーズン編成（10月 - 翌3月）は毎週放送。）
- 15:55（※プロ野球シーズン編成（4月 - 9月）でカメレオンパーティーが16:00から放送の場合。）
- 17:55

※日曜日のニュースは植万由香アナウンサーが担当する。

## その他
月曜 - 木曜の16:56、金曜の17:00は「NACK5 経済情報」と称して、経済関係のニュースや今日の円相場、日経平均株価、東証株価指数（TOPIX）の終値をアナウンスする（祝日及び年末年始12/31-1/3は無し）。
国政選挙が行われる際は、原則レギュラー番組を優先させるため報道特番は全プログラム終了後の深夜1:00以降に組まれる。ただし、18時スタートの番組は概ね21時まで放送されるため、20時の時報明けに選挙速報を組み込むほか、21時台 - 23時台の毎時30分スタートの番組は25分に短縮させたうえで55分から『NACK5 選挙速報』を組み込む。前者では関東全域の情勢を伝える。後者は5分しか時間が取れないため埼玉選挙区の情報が中心。